# Abies pindrow var. brevifolia
Abies pindrow var. brevifolia (Dallim. & A.B.Jacks., 1923), è una varietà naturale di A. pindrow appartenente alla famiglia delle Pinaceae, endemica del Garhwal e del Chamba, nelle montagne himalayane del Kashmir, in India.

## Etimologia
Il nome generico Abies, utilizzato già dai latini, potrebbe, secondo un'interpretazione etimologica, derivare dalla parola greca ἄβιος = longevo. Il nome specifico pindrow fu coniato da John Forbes Royle in assonanza al nome comune di questo abete nella regione del Simla. L'epiteto brevifolia deriva dai termini latini brévis = corto e folium = foglia, riferendosi agli aghi più corti rispetto alla specie nominale.

## Descrizione
Questa varietà differisce da A. pindrow per gli aghi più corti (lunghi 2,5-3,8 cm), disposti radialmente e non a pettine, con apice ottuso; talvolta compaiono stomi sulla faccia superiore.

### Portamento
Albero alto fino a 30 m, con chioma sottile, prima conica e poi irregolare; i giovani virgulti sono inizialmente grigio-giallastri, poi grigio-scuri nelle stagioni successive.

### Foglie
Sono aghi lunghi fino a 3,8 cm, disposti radialmente sulla parte superiore dei rami vegetativi, di colore verde scuro, con linee di stomi sulla faccia superiore, e due strisce bianche sulla faccia inferiore.

### Frutti
Sono coni femminili lunghi 5,5-10 cm, ovoidali o oblunghi-ovoidali, di colore blu-grigiastro poi purpurei a maturazione; le brattee sono nascoste.

### Corteccia
La corteccia è grigio chiaro, tendente a sfogliarsi in placche; la parte esposta è marrone scuro.

## Distribuzione e habitat
Nel suo areale vegetativo è localmente comune a quote comprese tra i 3000 e i 3500 m, su suoli rocciosi calcarei, in associazione con Picea smithiana, Pinus wallichiana, Taxus contorta, Betula utilis e Quercus leucotrichophora.

## Tassonomia
Questo taxon ha ancora una classificazione irrisolta: considerata inizialmente una specie autonoma (Hickel, 1929), A. gamblei, venne successivamente descritta come infrataxon di A. pindrow. Quest'ultima opinione è prevalente tra gli autori anche se recentemente (Debreczy & I.Rácz., 2010) è rimessa in discussione; questi autori notano che non esistono forme transizionali tra A. pindrow e la varietà brevifolia, che sembrerebbe avere più affinità con A. spectabilis, condividendone anche le alte quote di vegetazione.

### Sinonimi
Sono riportati i seguenti sinonimi:
- Abies gamblei Hickel
- Abies pindrow subsp. brevifolia (Dallim. & A.B.Jacks.) Silba
- Abies pindrow subsp. gamblei (Hickel) Rushforth
- Abies pseudochensiensis Debreczy & I.Rácz

## Conservazione
Essendo la classificazione tassonomica non ancora pienamente stabilita con certezza, mancano i dati necessari per stabilire lo stato di conservazione di questa varietà; viene pertanto classificata come DD (data deficient in inglese) nella Lista rossa IUCN.